# Urijah Faber
Urijah Christopher Faber (Isla Vista, California, 14 de mayo de 1979) es un artista marcial mixto estadounidense que competía en la categoría de peso gallo en la Ultimate Fighting Championship. Se retiró en el año 2016 para luego volver a competición nuevamente en 2019.

## Primeros años
Faber nació el 14 de mayo de 1979 en Isla Vista, California, por Theo y Faber Suzanne, creció en Lincoln. Él es de ascendencia holandesa por parte de su padre. Fue a la escuela de Glen Edwards Middle School por Jr. High y Lincoln High School para la escuela secundaria. Él tiene dos hermanos, un hermano mayor llamado Ryan y una hermana menor llamada Michaella. Su hermana casi murió después de un accidente de coche el día de Acción de Gracias de 2011. Faber se graduó en la Universidad de California en Davis con una Licenciatura en Desarrollo Humano.
Fue también el campeón más longevo de California haciendo Skateboard.

## Carrera en artes marciales mixtas

### Ultimate Fighting Championship
En su debut en UFC, Faber se enfrentó a Eddie Wineland el 19 de marzo de 2011 en UFC 128. Faber ganó la pelea por decisión unánime.
Faber se enfrentó a Dominick Cruz el 2 de julio de 2011 en UFC 132 por el Campeonato de Peso Gallo de UFC. Faber perdió la pelea por decisión unánime. Tras el evento, ambos peleadores ganaron el premio a la Pelea de la Noche
El 19 de noviembre de 2011, Faber se enfrentó a Brian Bowles en UFC 139. Faber ganó la pelea por sumisión en la segunda ronda, ganando así el premio a la Sumisión de la Noche.
Faber se enfrentó a Renan Barão el 21 de julio de 2012 en UFC 149 por el Campeonato Interino de Peso Gallo de UFC. Faber perdió la pelea por decisión unánime.
Faber se enfrentó a Iván Menjivar el 23 de febrero de 2013 en UFC 157. Faber ganó la pelea por sumisión en la primera ronda.
El 13 de abril de 2013, Faber se enfrentó a Scott Jorgensen een The Ultimate Fighter 17 Finale. Faber ganó la pelea por sumisión en la cuarta ronda.
Faber se enfrentó a Yuri Alcântara el 17 de agosto de 2013 en UFC Fight Night 26. Faber ganó la pelea por decisión unánime.
El 14 de diciembre de 2013, Faber se enfrentó a Michael McDonald en UFC on Fox 9. Faber ganó la pelea por sumisión en la segunda ronda, ganando así el premio a la Sumisión de la Noche.
Faber se enfrentó a Renan Barão en un revancha por el Campeonato de Peso Gallo de UFC el 1 de febrero de 2014 en UFC 169. Faber perdió la pelea por nocaut técnico en la primera ronda.
Faber se enfrentó a Álex Cáceres el 5 de julio de 2014 en UFC 175. Faber ganó la pelea por sumisión en la tercera ronda.
El 6 de diciembre de 2014, Faber se enfrentó a Francisco Rivera en UFC 181. Faber ganó la pelea por sumisión en la segunda ronda.
El 16 de mayo de 2015, Faber se enfrentó a Frankie Edgar en UFC Fight Night 66. Faber perdió la pelea por decisión unánime.
Faber se enfrentó a Frankie Sáenz el 12 de diciembre de 2015 en UFC 194. Faber ganó la pelea por decisión unánime.
Faber se enfrentó a Dominick Cruz el 4 de junio de 2016 en UFC 199. Faber perdió la pelea por decisión unánime.
Faber enfrentó a Jimmie Rivera el 10 de septiembre de 2016 en UFC 203. Perdió la pelea por decisión unánime.
Faber derrotó a Brad Pickett el 17 de diciembre de 2016 en UFC on Fox 22. Anunció que esta será su última pelea antes de su retiro.

## Equipo Alpha Male
Faber fundó el Team Alpha Male en 2004. El equipo entrena principalmente en elUltimate Fitness ubicado en Sacramento, California, y ha producido luchadores profesionales como Joseph Benavidez, Justin Buchholz, Danny Castillo, Chad Mendes, Andre Fili, Sage Northcutt, Chris Holdsworth, Darren Elkins y los excampeones de peso gallo Cody Garbrandt y TJ Dillashaw. Los miembros del equipo han jugado una parte integral del equipo de Faber durante la temporada 15 de The Ultimate Fighter.

## Campeonatos y logros
- Ultimate Fighting Championship
  - Sumisión de la Noche (dos veces)
  - Pelea de la Noche (una vez)
  - Actuación de la Noche (una vez)

- World Extreme Cagefighting
  - Campeón de Peso Pluma (una vez)
  - Pelea de la Noche (dos veces)
  - Sumisión de la Noche (tres veces)
  - Más defensas consecutivas de título en WEC (cinco)
  - Más defensas de título en WEC (cinco)
  - Más defensas consecutivas de título en la categoría de Peso Pluma (cinco)
  - Más defensas de título en la categoría de Peso Pluma (cinco)

- King of the Cage
  - Campeón de Peso Gallo (una vez)
  - Cuatro defensas del título

- Sherdog
  - Equipo más Violento del Año (2011)[23]
  - Equipo más Violento del Año (2013)[24]

## Récord en artes marciales mixtas
| Resultado | Récord | Oponente          | Método                              | Evento                                | Fecha                    | Ronda | Tiempo | Localización              | Notas                                                           |
| --------- | ------ | ----------------- | ----------------------------------- | ------------------------------------- | ------------------------ | ----- | ------ | ------------------------- | --------------------------------------------------------------- |
| Derrota   | 35–11  | Petr Yan          | KO (patada a la cabeza)             | UFC 245                               | 14 de diciembre de 2019  | 3     | 0:43   | Paradise, Nevada          |                                                                 |
| Victoria  | 35–10  | Ricky Simón       | KO (golpe)                          | UFC Fight Night: de Randamie vs. Ladd | 13 de julio de 2019      | 1     | 0:46   | Sacramento, California    | Actuación de la Noche.                                          |
| Victoria  | 34–10  | Brad Pickett      | Decisión (unánime)                  | UFC on Fox: VanZant vs. Waterson      | 17 de diciembre de 2016  | 3     | 5:00   | Sacramento, California    | Anunció su retiro tras la pelea.                                |
| Derrota   | 33–10  | Jimmie Rivera     | Decisión (unánime)                  | UFC 203                               | 10 de septiembre de 2016 | 3     | 5:00   | Cleveland, Ohio           |                                                                 |
| Derrota   | 33–9   | Dominick Cruz     | Decisión (unánime)                  | UFC 199                               | 4 de junio de 2016       | 5     | 5:00   | Inglewood, California     | Por el Campeonato de Peso Gallo de UFC.                         |
| Victoria  | 33–8   | Frankie Sáenz     | Decisión (unánime)                  | UFC 194                               | 12 de diciembre de 2015  | 3     | 5:00   | Las Vegas, Nevada         |                                                                 |
| Derrota   | 32–8   | Frankie Edgar     | Decisión (unánime)                  | UFC Fight Night: Edgar vs. Faber      | 16 de mayo de 2015       | 5     | 5:00   | Pásay                     | Peso pluma.                                                     |
| Victoria  | 32–7   | Francisco Rivera  | Sumisión (bulldog choke)            | UFC 181                               | 6 de diciembre de 2014   | 2     | 1:34   | Las Vegas, Nevada         |                                                                 |
| Victoria  | 31–7   | Álex Cáceres      | Sumisión (rear-naked choke)         | UFC 175                               | 5 de julio de 2014       | 3     | 1:09   | Las Vegas, Nevada         |                                                                 |
| Derrota   | 30–7   | Renan Barão       | TKO (golpes)                        | UFC 169                               | 1 de febrero de 2014     | 1     | 3:42   | Newark, Nueva Jersey      | Por el Campeonato de Peso Gallo de UFC.                         |
| Victoria  | 30–6   | Michael McDonald  | Sumisión (guillotine choke)         | UFC on Fox: Johnson vs. Benavidez 2   | 14 de diciembre de 2013  | 2     | 3:22   | Sacramento, California    | Sumisión de la Noche.                                           |
| Victoria  | 29–6   | Yuri Alcântara    | Decisión (unánime)                  | UFC Fight Night: Shogun vs. Sonnen    | 17 de agosto de 2013     | 3     | 5:00   | Boston, Massachusetts     |                                                                 |
| Victoria  | 28–6   | Scott Jorgensen   | Sumisión (rear-naked choke)         | The Ultimate Fighter 17 Finale        | 13 de abril de 2013      | 4     | 3:16   | Las Vegas, Nevada         |                                                                 |
| Victoria  | 27–6   | Iván Menjivar     | Sumisión (rear-naked choke de pie)  | UFC 157                               | 23 de febrero de 2013    | 1     | 4:34   | Anaheim, California       |                                                                 |
| Derrota   | 26–6   | Renan Barão       | Decisión (unánime)                  | UFC 149                               | 21 de julio de 2012      | 5     | 5:00   | Calgary                   | Por el Campeonato Interino de Peso Gallo de UFC.                |
| Victoria  | 26–5   | Brian Bowles      | Sumisión (guillotine choke)         | UFC 139                               | 19 de noviembre de 2011  | 2     | 1:27   | San José, California      | Eliminatoria por el título; Sumisión de la Noche.               |
| Derrota   | 25–5   | Dominick Cruz     | Decisión (unánime)                  | UFC 132                               | 2 de julio de 2011       | 5     | 5:00   | Las Vegas, Nevada         | Por el Campeonato de Peso Gallo de UFC; Pelea de la Noche.      |
| Victoria  | 25–4   | Eddie Wineland    | Decisión (unánime)                  | UFC 128                               | 19 de marzo de 2011      | 3     | 5:00   | Newark, Nueva Jersey      |                                                                 |
| Victoria  | 24–4   | Takeya Mizugaki   | Sumisión técnica (rear-naked choke) | WEC 52                                | 11 de noviembre de 2010  | 1     | 4:50   | Las Vegas, Nevada         | Debut en Peso Gallo; Sumisión de la Noche.                      |
| Derrota   | 23–4   | José Aldo         | Decisión (unánime)                  | WEC 48                                | 24 de abril de 2010      | 5     | 5:00   | Sacramento, California    | Por el Campeonato de Peso Pluma de WEC.                         |
| Victoria  | 23–3   | Raphael Assunção  | Sumisión (rear-naked choke)         | WEC 46                                | 10 de enero de 2010      | 3     | 3:49   | Sacramento, California    | Sumisión de la Noche.                                           |
| Derrota   | 22–3   | Mike Brown        | Decisión (unánime)                  | WEC 41                                | 7 de junio de 2009       | 5     | 5:00   | Sacramento, California    | Por el Campeonato de Peso Pluma de WEC.                         |
| Victoria  | 22–2   | Jens Pulver       | Sumisión (guillotine choke)         | WEC 38                                | 25 de enero de 2009      | 1     | 1:34   | San Diego, California     | Sumisión de la Noche.                                           |
| Derrota   | 21–2   | Mike Brown        | TKO (golpes)                        | WEC 36                                | 5 de noviembre de 2008   | 1     | 2:23   | Hollywood, Florida        | Perdió el Campeonato de Peso Pluma de WEC.                      |
| Victoria  | 21–1   | Jens Pulver       | Decisión (unánime)                  | WEC 34                                | 1 de junio de 2008       | 5     | 5:00   | Sacramento, California    | Defendió el Campeonato de Peso Pluma de WEC; Pelea de la Noche. |
| Victoria  | 20–1   | Jeff Curran       | Sumisión (guillotine choke)         | WEC 31                                | 12 de diciembre de 2007  | 2     | 4:34   | Las Vegas, Nevada         | Defendió el Campeonato de Peso Pluma de WEC.                    |
| Victoria  | 19–1   | Chance Farrar     | Sumisión (rear-naked choke)         | WEC 28                                | 3 de junio de 2007       | 1     | 3:19   | Las Vegas, Nevada         | Defendió el Campeonato de Peso Pluma de WEC.                    |
| Victoria  | 18–1   | Dominick Cruz     | Sumisión (guillotine choke)         | WEC 26                                | 24 de marzo de 2007      | 1     | 1:38   | Las Vegas, Nevada         | Defendió el Campeonato de Peso Pluma de WEC.                    |
| Victoria  | 17–1   | Joe Pearson       | Sumisión (golpes y codazos)         | WEC 25                                | 20 de enero de 2007      | 1     | 2:31   | Las Vegas, Nevada         | Defendió el Campeonato de Peso Pluma de WEC.                    |
| Victoria  | 16–1   | Bibiano Fernandes | TKO (parada médica)                 | KOTC: All Stars                       | 28 de octubre de 2006    | 1     | 4:16   | Reno, Nevada              | Defendió el Campeonato de Peso Gallo de KOTC.                   |
| Victoria  | 15–1   | Enoch Wilson      | TKO (parada médica)                 | FCP: Malice at Cow Palace             | 9 de septiembre de 2006  | 2     | 1:01   | San Francisco, California |                                                                 |
| Victoria  | 14–1   | Naoya Uematsu     | TKO (golpes)                        | Gladiator Challenge 51                | 1 de julio de 2006       | 2     | 3:35   | Sacramento, California    |                                                                 |
| Victoria  | 13–1   | Charlie Valencia  | Sumisión (rear-naked choke)         | KOTC: Predator                        | 13 de mayo de 2006       | 1     | 3:09   | Globe, Arizona            | Defendió el Campeonato de Peso Gallo de KOTC.                   |
| Victoria  | 12–1   | Cole Escovedo     | TKO (parada del equipo)             | WEC 19                                | 17 de marzo de 2006      | 2     | 5:00   | Lemoore, California       | Ganó el Campeonato de Peso Pluma de WEC.                        |
| Victoria  | 11–1   | Iván Menjivar     | Descalificación (patada ilegal)     | TKO 24: Eruption                      | 28 de enero de 2006      | 2     | 2:02   | Laval                     |                                                                 |
| Victoria  | 10–1   | Charles Bennett   | Sumisión técnica (rear-naked choke) | Gladiator Challenge 46                | 11 de diciembre de 2005  | 1     | 4:38   | Coarsegold, California    |                                                                 |
| Victoria  | 9–1    | Shawn Bias        | Sumisión (guillotine choke)         | KOTC: Execution Day                   | 29 de octubre de 2005    | 1     | 1:24   | Reno, Nevada              | Defendió el Campeonato de Peso Gallo de KOTC.                   |
| Derrota   | 8–1    | Tyson Griffin     | TKO (golpes)                        | Gladiator Challenge 42                | 10 de septiembre de 2005 | 3     | 0:05   | Lakeport, California      | Por el título Gladiator Challenge de Peso Pluma.                |
| Victoria  | 8–0    | Hiroyuki Abe      | TKO (corte)                         | KOTC: Mortal Sins                     | 7 de mayo de 2005        | 3     | 2:37   | Primm, Nevada             | Defendió el Campeonato de Peso Gallo de KOTC.                   |
| Victoria  | 7–0    | David Granados    | Sumisión (rear-naked choke)         | Gladiator Challenge 35                | 13 de marzo de 2005      | 1     | 2:13   | Porterville, California   |                                                                 |
| Victoria  | 6–0    | Eben Kaneshiro    | Sumisión (golpes)                   | KOTC: Revenge                         | 14 de noviembre de 2004  | 3     | 4:33   | San Jacinto, California   | Ganó el Campeonato de Peso Gallo de KOTC.                       |
| Victoria  | 5–0    | Rami Boukai       | Decisión (mayoritaria)              | KOTC: San Jacinto                     | 24 de septiembre de 2004 | 2     | 5:00   | San Jacinto, California   |                                                                 |
| Victoria  | 4–0    | Del Hawkins       | TKO (golpes)                        | Gladiator Challenge 30                | 19 de agosto de 2004     | 1     | 3:19   | Colusa, California        |                                                                 |
| Victoria  | 3–0    | David Velasquez   | Decisión (unánime)                  | Gladiator Challenge 27                | 3 de junio de 2004       | 3     | 5:00   | Colusa, California        |                                                                 |
| Victoria  | 2–0    | George Adkins     | TKO (parada del equipo)             | Gladiator Challenge 22                | 12 de febrero de 2004    | 2     | 2:42   | Colusa, California        |                                                                 |
| Victoria  | 1–0    | Jay Valencia      | Sumisión (guillotine choke)         | Gladiator Challenge 20                | 12 de noviembre de 2003  | 1     | 1:22   | Colusa, California        |                                                                 |

## Peleas en Pay-per-view
| N.º            | Evento         | Pelea             | Fecha                | Sede                   | Ciudad                                 | Compras de PPV |
| -------------- | -------------- | ----------------- | -------------------- | ---------------------- | -------------------------------------- | -------------- |
| 1.             | Wec 48         | Aldo vs. Faber    | 24 de abril de 2010  | Arena ARCO             | Sacramento, California, Estados Unidos | 175.000        |
| 2.             | UFC 132        | Cruz vs. Faber 2  | 2 de julio de 2011   | MGM Grand Garden Arena | Las Vegas, Nevada,Estados Unidos       | 350.000        |
| 3.             | UFC 149        | Faber vs. Barão   | 21 de julio de 2012  | Scotiabank Saddledome  | Calgary, Alberta, Canadá               | 235.000        |
| 4.             | UFC 169        | Barão vs. Faber 2 | 1 de febrero de 2014 | Prudential Center      | Newark (Nueva Jersey), Estados unidos  | 230.000        |
| Ventas totales | Ventas totales | Ventas totales    | Ventas totales       | Ventas totales         | Ventas totales                         | 990,000        |